# Fred Anderson
Fred Anderson (22 de marzo de 1929 - 24 de junio de 2010)  fue un saxofonista tenor de jazz estadounidense que residía en Chicago, Illinois.  La forma de tocar de Anderson tenía sus raíces en la música swing y los modismos del hard bop,   pero también incorporó innovaciones del free jazz.  También se destacó por haber sido mentor de numerosos músicos jóvenes.  El crítico Ben Ratliff lo llamó "una figura paterna del jazz experimental en Chicago".  El escritor John Corbett se refirió a él como "cuidador de la escena, impulsor clandestino, trabajador cultural infatigable, fuerza silenciosa para el bien".  En 2001, el autor John Litweiler llamó a Anderson "el mejor saxofonista tenor del free jazz/jazz underground/fuera del jazz actual". 

## Biografía
Nació en Monroe, Luisiana.  Cuando tenía diez años, sus padres se separaron  y se mudó a Evanston, Illinois,  donde inicialmente vivió con su madre y su tía en un apartamento de una habitación.  Cuando era un adolescente, un amigo le presentó la música de Charlie Parker y pronto decidió que quería tocar el saxofón y compró su primer instrumento por 45 dólares.  Escuchó a Lester Young, Johnny Hodges, Dexter Gordon, Gene Ammons e Illinois Jacquet, todos los cuales influirían en su forma de tocar. También escuchó a Young y Parker en conciertos en múltiples ocasiones.  A diferencia de muchos músicos de la época, Anderson no tocaba con bandas de baile ni conjuntos escolares, sino que se centraba en practicar, tomar clases privadas y estudiar teoría musical en el Conservatorio Roy Knapp de Chicago, mientras mantenía a su familia trabajando como mesero.  También comenzó a esforzarse por desarrollar un sonido personal en su instrumento, con el objetivo de combinar el "gran sonido" de Ammons con la velocidad de Parker.  Con respecto a la influencia de Parker, Anderson afirmó: "Traté de descubrir cómo hacía ciertas cosas, no tanto las notas que tocaba. Tenía una forma única de colocar las cosas".  También recordó: "Charlie Parker era uno de los músicos más libres que jamás había escuchado... [su] técnica era excelente. Cada una de las notas simplemente salía y te golpeaba... Su música era tan involucrada . Fue difícil. Todavía lo es".  Alrededor de esta época, comenzó a desarrollar una serie de ejercicios que incorporó a su rutina de práctica diaria y que finalmente se convirtió en un libro titulado "Ejercicios para el músico creativo".  
A principios de la década de 1960, comenzó a escuchar y estudiar la música de Ornette Coleman, e inmediatamente relacionó la interpretación de Coleman con la de Charlie Parker. Recordó: "Cuando escuché a Ornette Coleman en aquellos días... sabía exactamente lo que estaba haciendo. No me resultaba extraño. Sabía exactamente de dónde venía".  Por esta época, influenciado por Coleman, formó una banda sin piano con el trompetista Bill Brimfield, con quien había estado practicando desde 1957, el bajista Bill Fletcher y el baterista Vernon Thomas,  tocando una mezcla de bebop. Estándares y originales de Anderson.  En 1963, comenzó a participar en sesiones improvisadas semanales en Chicago, donde conoció a Roscoe Mitchell, Joseph Jarman y Richard Abrams, con quienes comenzó a discutir la idea de formar una nueva organización para promover su música.  En 1965 nació la AACM,  con Anderson como uno de sus primeros miembros. (Según George E. Lewis, Anderson no era miembro fundador, pero asistió a las primeras reuniones y entró desde la planta baja).  El 16 de agosto de 1965, Anderson tocó en el primer evento de la AACM como parte del Joseph Jarman Quintet, que también contó con Brimfield, así como con el bajista Charles Clark y el baterista Arthur Reed.  A finales de 1966, Anderson participó en la grabación del álbum debut de Jarman, Song For,  y en 1968, tocó en As If It Were the Seasons de Jarman.  Ambos álbumes fueron lanzados con el sello Delmark.
A finales de la década de 1960, cuando muchos de sus colegas de la AACM se mudaron a Europa, Anderson decidió quedarse, manteniendo a su esposa y a sus tres hijos pequeños trabajando en una empresa de alfombras, practicando su instrumento y dirigiendo el capítulo de Evanston de la AACM con Brimfield.    Alrededor de 1972 formó el Fred Anderson Sextet, con el trombonista George E. Lewis, el reedista Douglas Ewart, el bajista Felix Blackmon, el baterista Hamid Drake (entonces conocido como Hank) y el vocalista Iqua Colson, todos ellos mucho más jóvenes que Anderson.  Paul Steinbeck de la Universidad de Chicago escribió: "Estos intérpretes eran una generación más joven que Anderson y comparativamente inexpertos, sin embargo, él les concedió una considerable agencia creativa como miembros de su banda... La multiplicidad expresiva y la estructura social no jerárquica promovida por Anderson hizo que su banda de los años 1970 pareciera una 'mutualidad' - un tipo especial de empresa colectiva que requiere que sus miembros alcancen un 'alto grado de autonomía' mientras mantienen un sentido de 'completa asociación'... La inclusión de Anderson y su ardiente apoyo a El desarrollo creativo de sus colaboradores desempeñó una función niveladora crucial, borrando parcialmente las fronteras generacionales y también reenfocando al grupo en sus objetivos expresivos autónomos y en continuo desarrollo".  George E. Lewis recordó: "Fred te dejaba jugar todo el tiempo que quisieras y podías probar cualquier cosa". 
En febrero de 1977, Anderson y Brimfield visitaron Europa, donde grabaron Accents con el trío austriaco Neighbors (el pianista Dieter Glawischnig, el bajista Ewald Oberleitner y el baterista Joe Preininger).  En mayo de ese año, Anderson abrió un local en Chicago al que llamó Birdhouse, en honor a Charlie Parker.  Desafortunadamente, Anderson encontró resistencia y acoso por parte de funcionarios y personas del vecindario, que sospechaban de sus motivos, y terminó cerrando el club un año después.    En 1978, Anderson visitó nuevamente Europa con un quinteto, tocando en el festival de Moers, donde grabó Another Place, su primer álbum como líder.    En 1979, grabó Dark Day con Brimfield, el bajista Steven Palmore y el baterista Hamid Drake,  y The Missing Link con el bajista Larry Hayrod, Drake y el percusionista Adam Rudolph. (El segundo álbum no se lanzó hasta 1984). 
En 1982, se hizo cargo de la propiedad de un bar en Chicago llamado Velvet Lounge y lo transformó en un centro para la escena de jazz y música experimental de la ciudad, albergando sesiones improvisadas los domingos y numerosos conciertos. El club se expandió y se trasladó en el verano de 2006.  Según John Fordham, "el lugar se convirtió en un hogar espiritual para muchos músicos que compartían la perenne necesidad del intérprete no comercial de un espacio íntimo dirigido por y para las personas que se preocupaban".  Respecto al ambiente en el Velvet Lounge, Paul Steinbeck escribió: "Bajo la supervisión de Anderson, se animó a los músicos participantes a desarrollar metodologías de interpretación que fueran 'contributivas, no competitivas'... las prácticas musicales y sociales que habían caracterizado a las bandas de Anderson desde La década de 1960 se transmitió, total o parcialmente, a una red más amplia de intérpretes y oyentes". 
Aunque siguió siendo un intérprete activo, rara vez grabó durante aproximadamente una década a partir de principios de los años 1980.  (Las grabaciones de este escaso período incluyen Vintage Duets con el baterista Steve McCall, grabado en 1980 pero no lanzado hasta 1994,  y The Milwaukee Tapes Vol. 1, con Brimfield, Drake y el bajista Larry Hayrod, también grabado en 1980 pero no publicado hasta el año 2000).  En 1990, sin embargo, recibió la primera beca Jazz Masters de Arts Midwest,  y a mediados de la década de 1990, reanudó un programa de grabación más activo, tanto como solista como en colaboración con intérpretes más jóvenes, como la pianista Marilyn Crispell (Destiny), con quien realizó una gira en 1994,  y, a menudo, con colegas conocidos como Hamid Drake y Bill Brimfield. En 1999, Anderson y Von Freeman actuaron como solistas con una orquesta de 30 músicos en la interpretación de una obra compuesta y dirigida por Edward Wilkerson en el Festival de Jazz de Chicago.  En 2002, el festival honró a Anderson, quien apareció como solista con la NOW Orchestra, dirigida por George E. Lewis y con Bill Brimfield y Roscoe Mitchell .  Mientras tanto, el Velvet Lounge se hizo conocido internacionalmente y atrajo a artistas de todo el mundo.  En 2005, el Vision Festival presentó el Día de Fred Anderson en su honor,  y en 2009, el Velvet Lounge organizó una celebración del 80 cumpleaños con cuatro conjuntos de música de algunos de los mejores artistas de jazz de Chicago.   Continuó grabando y haciendo giras a lo largo de la década de 2000, y continuó asesorando a innumerables músicos más jóvenes, incluidos Harrison Bankhead, Nicole Mitchell y Dee Alexander,   afirmando: "Mi papel en la ciudad es mantener a los músicos jóvenes tocando. Siempre tenemos un lugar para que jueguen".  Murió el 24 de junio de 2010, a la edad de 81 años,  y le sobrevivieron dos hijos, Michael y Eugene (un tercer hijo, Kevin, falleció antes que él), así como cinco nietos y seis bisnietos.  Estaba previsto que actuara el día de su muerte. 

## Discografía

### Como líder
| Año  | Título                                            | Sello                | Notas |
| ---- | ------------------------------------------------- | -------------------- | --- |
| 1978 | Another Place                                     | Moers                | Cuarteto, con Billy Brimfield (trompeta), George E. Lewis (trombón), Brian Smith (bajo), Hamid Drake (batería)    |
| 1979 | Dark Day                                          | Message              | Cuarteto, con Billy Brimfield (trompeta), Steven Palmore (bajo), Hamid Drake (batería)                            |
| 1984 | The Missing Link                                  | Nessa                | Cuarteto, con Larry Hayrod (bajo), Hamid Drake (batería), Adam Rudolph (percusión). Recorded in 1979              |
| 1994 | Vintage Duets                                     | Okka Disk            | Dúo con Steve McCall (batería). Grabado en 1980                                                                   |
| 1995 | Destiny                                           | Okka Disk            | Trío, con Marilyn Crispell (piano), Hamid Drake (batería)                                                         |
| 1996 | Birdhouse                                         | Okka Disk            | Cuarteto, con Jim Baker (piano), Harrison Bankhead (bajo), Hamid Drake (batería)                                  |
| 1997 | Fred Chicago Chamber Music                        | Southport            | Con Tatsu Aoki (bajo), Afifi Phillard (batería), Bradley Parker-Sparrow (piano)                                   |
| 1997 | Fred Anderson / DKV Trio                          | Okka Disk            | Con el Trío DKV: Hamid Drake (batería), Kent Kessler (bajo), Ken Vandermark (cañas)                               |
| 1999 | Live at the Velvet Lounge                         | Okka Disk            | Trío, con Peter Kowald (bajo), Hamid Drake (percusión)                                                            |
| 1999 | Fred Anderson Quartet Volume One                  | Asian Improv         | Cuarteto, con Bill Brimfield (trompeta), Chad Taylor (batería), Tatsu Aoki (bajo)                                 |
| 2000 | The Milwaukee Tapes Vol. 1                        | Atavistic            | Cuarteto, con Billy Brimfield (trompeta), Larry Hayrod (bajo), Hamid Drake (batería). Grabado en 1980             |
| 2000 | 2 Days in April                                   | Eremite              | Cuarteto, con Hamid Drake (batería), Kidd Jordan (saxofón tenor), William Parker (bajo)                           |
| 2000 | Fred Anderson Quartet Volume Two                  | Asian Improv         | Cuarteto, con Hamid Drake (batería), Jeff Parker (guitarra), Tatsu Aoki (bajo)                                    |
| 2001 | Duets 2001                                        | Thrill Jockey        | Dúo con Robert Barry (batería)                                                                                    |
| 2001 | On the Run, Live at the Velvet Lounge             | Delmark              | Trío, con Tatsu Aoki (bajo), Hamid Drake (batería)                                                                |
| 2003 | Back at the Velvet Lounge                         | Delmark              | Con Maurice Brown (trompeta), Jeff Parker (guitarra), Harrison Bankhead, Tatsu Aoki (bajo), Chad Taylor (batería) |
| 2004 | Back Together Again                               | Thrill Jockey        | Dúo con Hamid Drake (batería)                                                                                     |
| 2005 | Blue Winter                                       | Eremite              | Trío con William Parker (bajo), Hamid Drake (batería)                                                             |
| 2006 | Timeless, Live at the Velvet Lounge               | Delmark              | Trío con Harrison Bankhead (bajo), Hamid Drake (batería)                                                          |
| 2007 | The Great Vision Concert                          | Ayler                | Dúo con Harrison Bankhead (bajo)                                                                                  |
| 2007 | From the River to the Ocean                       | Thrill Jockey        | Con Hamid Drake (batería), Jeff Parker (guitarra), Harrison Bankhead, Josh Abrams (bajo)                          |
| 2008 | Live at the Velvet Lounge Volume III              | Asian Improv         | Cuarteto, con Francis Wong (saxo tenor), Chad Taylor (batería), Tatsu Aoki (bajo)                                 |
| 2009 | A Night at the Velvet Lounge Made in Chicago 2007 | Estrada Poznańska    | Trío, con Harrison Bankhead (bajo), Dushun Mosley (batería)                                                       |
| 2009 | Staying in the Game                               | Engine               | Trío, con Harrison Bankhead (bajo), Tim Daisy (batería)                                                           |
| 2009 | 21st Century Chase                                | Delmark              | Con Kidd Jordan (saxo tenor), Jeff Parker (guitarra), Harrison Bankhead (bajo), Chad Taylor (batería)             |
| 2009 | Birthday Live 2000                                | Asian Improv Records | Con Tatsu Aoki (bajo), Chad Taylor (batería)                                                                      |
| 2010 | Black Horn Long Gone                              | Southport            | Trío, con Malachi Favors (bajo), Ajaramu (AJ Shelton) (batería). Grabado en 1993                                  |
| 2015 | Quintessential Birthday Trio Vol. II              | Asian Improv         | Trío, con Tatsu Aoki (bajo), Chad Taylor (batería).                                                               |
| 2016 | Fred Anderson Quartet Volume IV                   | Asian Improv         | Cuarteto, con Tim O'Dell (saxofones), Tatsu Aoki (bajo), Avreeayl Ra (batería). Grabado en 2010.                  |
| 2019 | Fred Anderson Quartet – Live Volume V             | FPE                  | Cuarteto, con Toshinori Kondo (trompeta, electrónica), Tatsu Aoki (bajo), Hamid Drake (batería). Grabado en 1994. |
| 2023 | The Milwaukee Tapes Vol. 2                        | Corbett vs. Dempsey  | Cuarteto, con Billie Brimfield (trompeta), Larry Hayrod (bajo), Hamid Drake (batería). Grabado en 1980.           |

### Como acompañante
Con Muhal Richard Abrams
- SoundDance (Pi, 2011)

Con The Art Ensemble of Chicago
- Live at Earshot Jazz Festival, 2002 (Milo Records, 2006)
- Peace Be Unto You (AECO, 2008)

Con Joseph Jarman
- Song For (Delmark, 1967)
- As If It Were the Seasons (Delmark, 1968)

Con Misha Mengelberg
- Two Days In Chicago (hatOLOGY, 1999)

Con Neighbours
- Accents (MRC, 1978)

With Matana Roberts
- El Proyecto Chicago (Control Central, 2008)

Con Irene Schweizer y Hamid Drake
- Willisau &amp; Taktlos (Intakt, 2007)

Con Ken Vandermark y Territory Band-6
- Collide (Okka Disk, 2007)